# Mata Hari (film din 1931)
Mata Hari (titlul original: Mata Hari) este un film dramatic american, realizat în 1931 de regizorul George Fitzmaurice care prezinta foarte liber evenimentele care au dus în mod legal la execuția Matei Hari. Rolul principal îl joacă Greta Garbo sub regia lui George Fitzmaurice.

## Distribuție
- Greta Garbo - Mata Hari
- Ramon Novarro - locotenentul Alexis Rosanoff
- Lionel Barrymore - generalul Serge Shubin
- Lewis Stone - Andriani
- C. Henry Gordon - Dubois
- Karen Morley - Carlotta
- Alec B. Francis - maiorul Caron
- Blanche Friderici - sora Angelica
- Edmund Breese - Warden
- Helen Jerome Eddy - sora Genevieve
- Frank Reicher - spionul bucătar